# Burg Mittelbuch
Die Burg Mittelbuch ist eine abgegangene Burg vermutlich in der Nähe der Kirche des Ortsteils Mittelbuch der Gemeinde Ochsenhausen im Landkreis Biberach in Baden-Württemberg.
Die 1299 erwähnte Burg war im Besitz der Herren von Essendorf und ging 1365 an das Kloster Ochsenhausen, von welchem die Burg abgebrochen wurde.